# Bistrik Kula
Bistrik Kula (bośn. Opservatorija Bistrik Kula, także Čolina Kapa) – nieczynne obserwatorium astronomiczne w Sarajewie. 
Obserwatorium zostało wybudowane w 1960 na wzniesieniu o tej samej nazwie w masywie góry Trebević na wysokości 1004 m n.p.m. na pozostałościach dawnego austro-węgierskiego fortu Draguljac w odległości 2 km w linii prostej na południe od sarajewskiego starego miasta i 140 m od granicy Republiki Serbskiej. Obserwatorium miało dwie kopuły; w większej znajdował się teleskop do nocnej obserwacji nieba, zaś w mniejszej astrograf. W latach 80. dobudowano od zachodu ośmiometrową wieżę. W obserwatorium znajdowały się pomieszczenia konieczne do kilkudniowego pobytu, biblioteka i laboratorium fotograficzne. Około 1000 zdjęć wykonanych między 1972 a 1978 posłużyło do wydania albumu Fotografski zvjezdani atlas (Sarajevski atlas neba).
Bistrik Kula miała także walor popularnonaukowy i turystyczny. Podczas oblężenia miasta w latach 90. budowle zostały ciężko uszkodzone podczas bitwy o Bistrik Kulę. Zniszczeniu uległo archiwum, w tym oryginały zdjęć albumu Fotografski zvjezdani atlas… Od tej pory obserwatorium popada w ruinę. W mieście nie ma innego obiektu do obserwacji nieba.
Na początku drugiej dekady XXI wieku odbudowę obiektu przy okazji renowacji pobliskiej kolei linowej proponowało Towarzystwo Astronomiczne Orion, następca prawny funkcjonującego przed 1992 Uniwersyteckiego Towarzystwa Astronomicznego w Sarajewie. Orion wynajmował także nieruchomość od właściciela – dzielnicy Stare Miasto. Koszty renowacji, w tym doprowadzenie wody i prądu, szacowano wówczas na ok. 180 tys. euro, zaś wyposażenia 75 tys. euro. Kompleks w mniejszym stopniu miał służyć samym obserwacjom, w większym zaś popularyzacji astronomii. W 2018 firma Job Invest planowała odnowić obserwatorium i dostosować je na potrzeby infrastruktury gastronomiczno-noclegowej. Muhamed Muminović, członek Oriona oraz założyciel i wieloletni dyrektor obserwatorium, odniósł krytycznie się do tego pomysłu, określając go jako „zbrodnię biblijnych rozmiarów”. Według stanu na 2020 odbudowa kompleksu zatrzymała się w martwym punkcie.

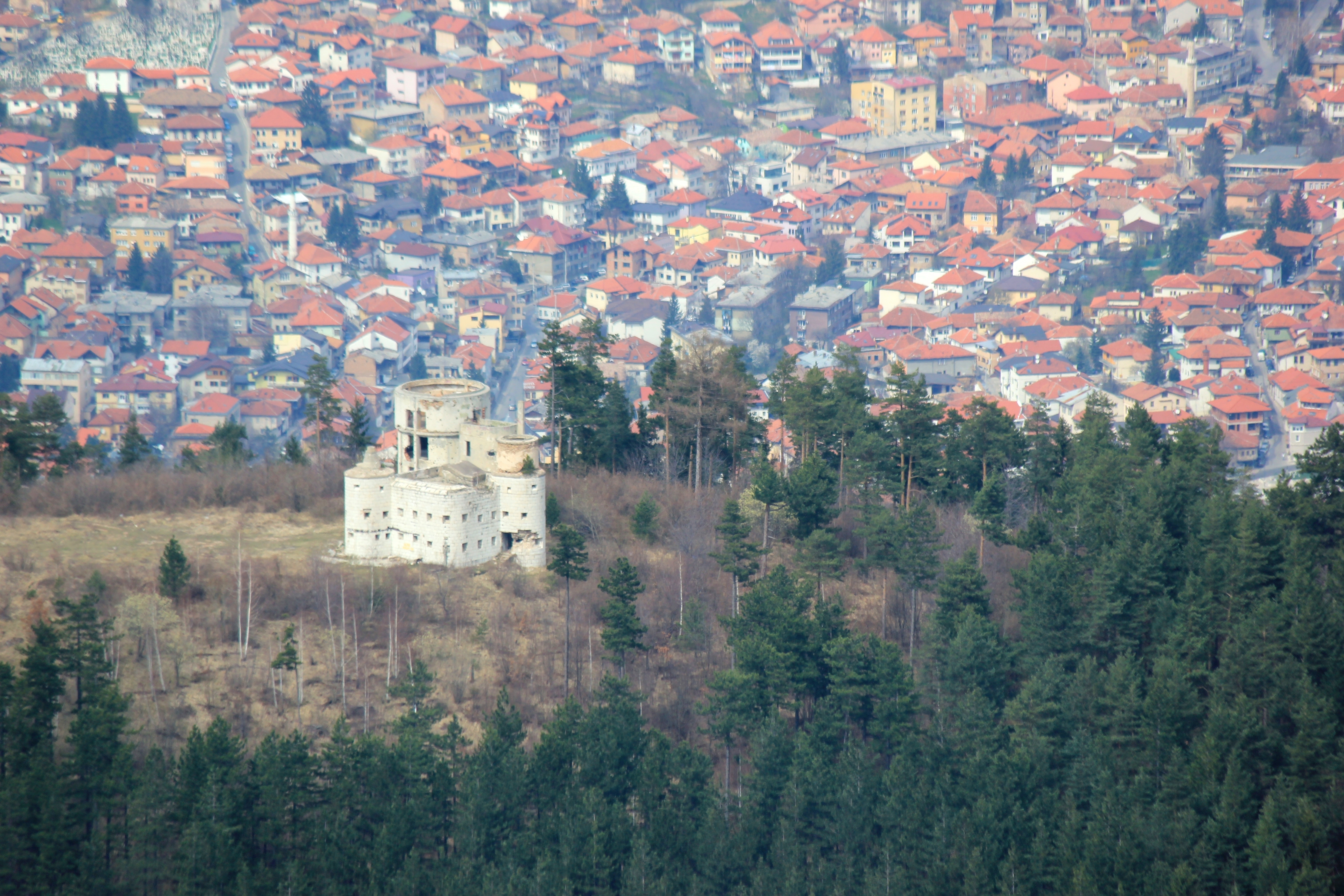
Obserwatorium na tle Sarajewa (2017)
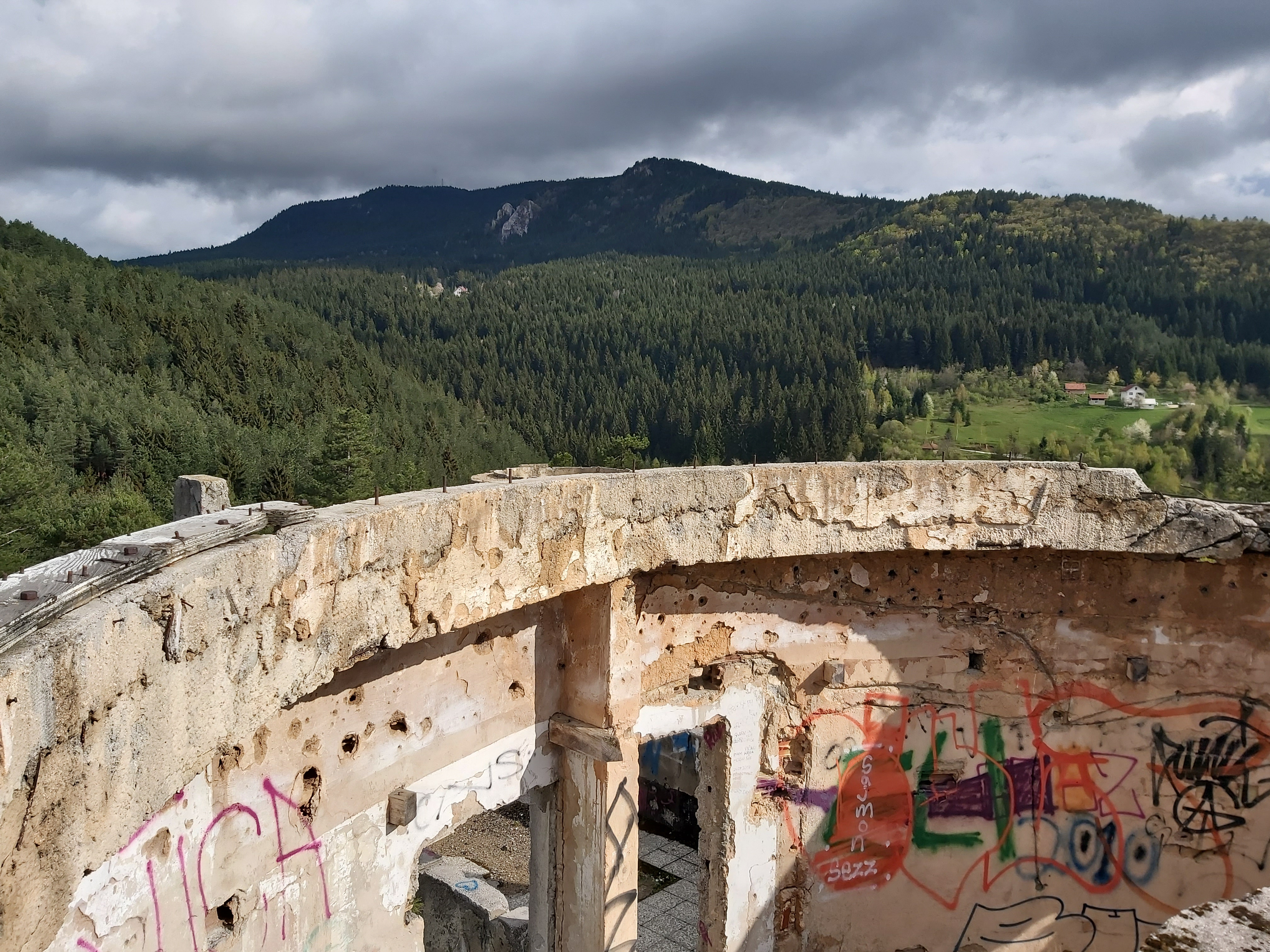
Trebević widziany z obserwatorium (2020)
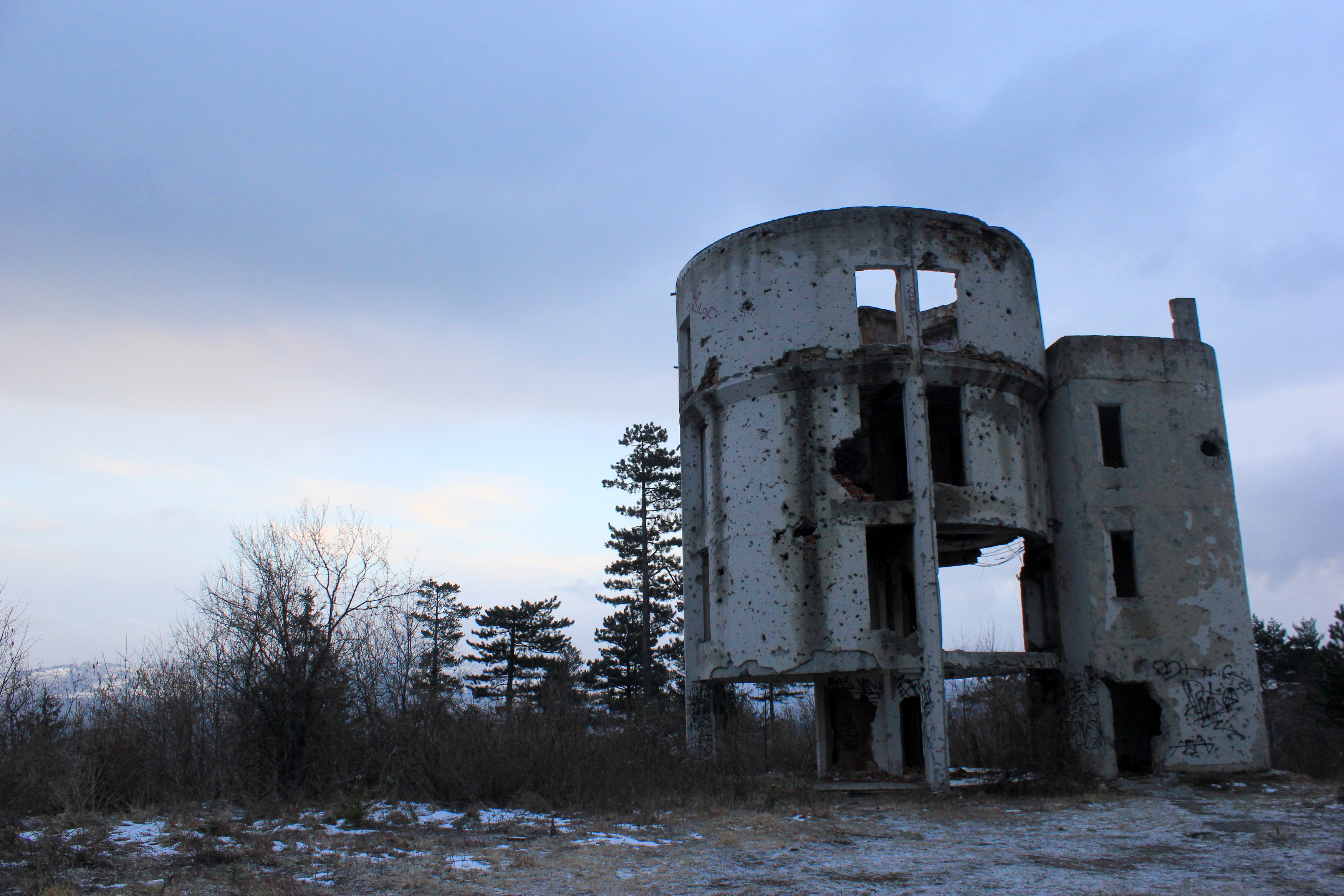
Obserwatorium (2017)